# جورجيو بالديزوني
جورجيو بالديزوني، المولود في 27 مايو 1946 في مدينة أستي، بيدمونت، إيطاليا،  هو عالم حشرات إيطالي متخصص في دراسة ميكروليبيدوبتيرا .  بالديزون هو الرئيس السابق لفرع بيدمونت وفالي داوستا في الصندوق العالمي للطبيعة 